# Берзица, Тамаш
Тамаш Берзица (венг. Berzicza Tamás, р.15 августа 1975) — венгерский борец греко-римского стиля, призёр чемпионатов мира и Европы.

## Биография
Родился в 1975 году в Залаэгерсеге. В 1995 году занял 22-е место на чемпионате мира. В 1996 году занял 9-е место на чемпионате Европы, а также принял участие в Олимпийских играх в Атланте, где стал 6-м. В 1997 году стал серебряным призёром чемпионата мира, а на чемпионате Европы занял 7-е место. В 1998 году занял 9-е место на чемпионате Европы, и 12-е - на чемпионате мира. В 1999 году стал серебряным призёром чемпионата Европы, а на чемпионате мира занял 5-е место. В 2000 году занял 13-е место на чемпионате Европы, а также принял участие в Олимпийских играх в Сиднее, где стал 14-м. В 2001 году опять занял 5-е место на чемпионате мира и 13-е - на чемпионате Европы. В 2002 году и на чемпионате мира, и на чемпионате Европы занял 5-е места. В 2003 году занял 16-е место на чемпионате мира. В 2004 году принял участие в Олимпийских играх в Афинах, но занял в итоге лишь 8-е место.